# Miroslav Rödr
Miroslav Rödr, též známý jako Mirro Roder, (22. ledna 1944 – 17. července 2021) byl český fotbalový útočník a první český hráč působící v NFL.

## Fotbalová kariéra
V československé lize hrál za Duklu Praha, ve 45 startech dal 13 ligových gólů. V Poháru mistrů evropských zemí nastoupil v 6 utkáních a dal 1 gól a v Poháru vítězů pohárů nastoupil ve 2 utkáních a dal 1 gól.

### Ligová bilance
| Ročník  | Klub        | Zápasy | Góly | Minuty |
| ------- | ----------- | ------ | ---- | ------ |
| 1963/64 | Dukla Praha | 7      | 1    | 585    |
| 1964/65 | Dukla Praha | 20     | 5    | 1 592  |
| 1965/66 | Dukla Praha | 9      | 2    | 810    |
| 1966/67 | Dukla Praha | 9      | 5    | 726    |
| CELKEM  | CELKEM      | 45     | 13   | 3 713  |

## Americký Fotbal
Po svatbě se roku 1969 manželé Rödrovi přes Itálii vydávají za příbuznými do amerického Chicaga. Zde se po narození dcery Michelle rozhodnou zůstat.
V Chicagu Rödr pracoval jako zedník a ve volném čase hrál fotbal za Spartu Chicago. Díky jeho nechytatelným střelám se mu v roce 1972 jeho přátelé rozhodnou domluvit zkušební trénink s klubem NFL Chicago Bears. Na kempu Rödr pod jménem Mirro Roder, vybojoval smlouvu a trenér celku, Abe Gibron, mu ihned nabídl také místo v taxi squad.
Během první sezóny v Chicagu byl Rödr pouze součástí taxi squad. Neodehrál tedy ani jedno utkání.
Dne 16. září 1973 Rödr debutoval za Chicago v utkání proti Dallasu a stal se tak historicky prvním Čechem, který kdy zasáhl do utkání NFL. V letech 1973 a 1974 Rödr na pozici placekickera (zkráceně také Kickera) odehrál 27 utkání, během kterých proměnil 17 z 29 kopů (tzv. field goals) a k nim přidal 28 extra bodů z 29 možných.
V přípravě na ročník 1975 se Rödr zranil a jeho kariéra v NFL se po 27 zápasech zdála být u konce.
Na jaře 1976 Rödr podepsal smlouvu s Cincinnati Bengals, ale jeho kontrakt mu byl ještě před začátkem ročníku ukončen. Krátce na to posílil nováčka soutěže Tampu Bay Buccaneers. Po dvou vysokých prohrách a třech neúspěšných pokusech o field goal byla Rödrova kariéra v NFL opravdu u konce.
Přestože, už jako naturalizovaný američan, v létě 1977 ještě podepsal smlouvu s Cleveland Browns, po zranění z tréninkovém kempu tým opustil. V srpnu téže roku přišla poslední šance na pokračování v kariéře. Green Bay Packers si totiž Rödra vyhlédli jako pojistku za zraněného Czesława Marcola. Po dvou přípravných utkání Rödrovi Packers však ukončili smlouvu a tím jeho kariéra v americkém fotbale skončila.

### Bilance v NFL
Zdroj:
| Rok    | Tým                  | Utkání | Kopy | Úspěšné kopy | Úspěšnost kopů | Kopy o extra body | Získané extra body | Úspěšnost kopů o extra body |
| ------ | -------------------- | ------ | ---- | ------------ | -------------- | ----------------- | ------------------ | --------------------------- |
| 1973   | Chicago Bears        | 13     | 16   | 8            | 50%            | 12                | 11                 | 92%                         |
| 1974   | Chicago Bears        | 14     | 13   | 9            | 69%            | 17                | 17                 | 100%                        |
| 1976   | Tampa Bay Buccaneers | 2      | 3    | 0            | 0%             | 0                 | 0                  | 0                           |
| Celkem | Celkem               | 29     | 32   | 17           | 53%            | 29                | 28                 | 97%                         |